# Typhlodromus foraminosus
Typhlodromus foraminosus är en spindeldjursart som först beskrevs av Schuster 1966.  Typhlodromus foraminosus ingår i släktet Typhlodromus och familjen Phytoseiidae. Inga underarter finns listade i Catalogue of Life.